# El tiempo se ha detenido
El tiempo se ha detenido (título original: Il tempo si è fermato) es una película italiana en blanco y negro de 1959 dirigida y escrita por Ermanno Olmi. Natale Rossi, Roberto Seveso y Paolo Quadrubbi, todos actores aficionados, se pueden ver en los papeles. La película se proyectó por primera vez públicamente en agosto de 1959, como parte del Festival Internacional de Cine de Venecia. Fuera de Italia se estrenó también en Reino Unido (1963), en la República Federal de Alemania (1966), en EE. UU. (1982) y, más recientemente, en la República Checa (2005).

## Argumento
En una obra de construcción de una presa en los Alpes italianos, el trabajo se suspende durante el invierno. Sólo dos hombres viven como guardias en los barracones abandonados. Cuando uno de los dos es reemplazado según la rotación, en lugar del conocido pero no disponible suplente, llega un voluntario y muy inexperto joven, un estudiante trabajador que espera que la soledad en la alta montaña le dé tiempo para prepararse para sus exámenes. La decepción del anciano se expresa inicialmente en una fría distancia hacia el "extraño" en todos los aspectos. Pero cuando el joven, que se movía como un niño bullicioso bajo el sol y la nieve, se derrumba durante una noche tormentosa por un ligero ataque de fiebre, los sentimientos paternales del viejo guardia de la presa se sobreponen al resto. Se preocupa desinteresadamente por el hombre asustado. Y cuando los dos tuvieron que buscar refugio en la capilla de piedra por la tormenta que se avecinaba y solo las velas del altar alumbraban por falta de otros alumbrados, se hizo evidente que este apoyo mutuo no solo tenía raíces humanitarias. A la mañana siguiente la tormenta y la fiebre han amainado. Ambos sienten la nueva conexión con alegría visible. Ya no se habla del deseo, expresado en la oscuridad del miedo, de volver al valle lo antes posible.

## Enlaces
- El tiempo se ha detenido en Internet Movie Database (español).  1. ↑  Evangelischer Filmbeobachter, Evangelischer Presseverband München, Kritik Nr. 171/1967, S. 236–237.

- Datos: Q3227621